# Ascocentrum miniatum
Ascocentrum miniatum är en orkidéart som först beskrevs av John Lindley, och fick sitt nu gällande namn av Rudolf Schlechter. Ascocentrum miniatum ingår i släktet Ascocentrum och familjen orkidéer. Inga underarter finns listade i Catalogue of Life.

## Bildgalleri

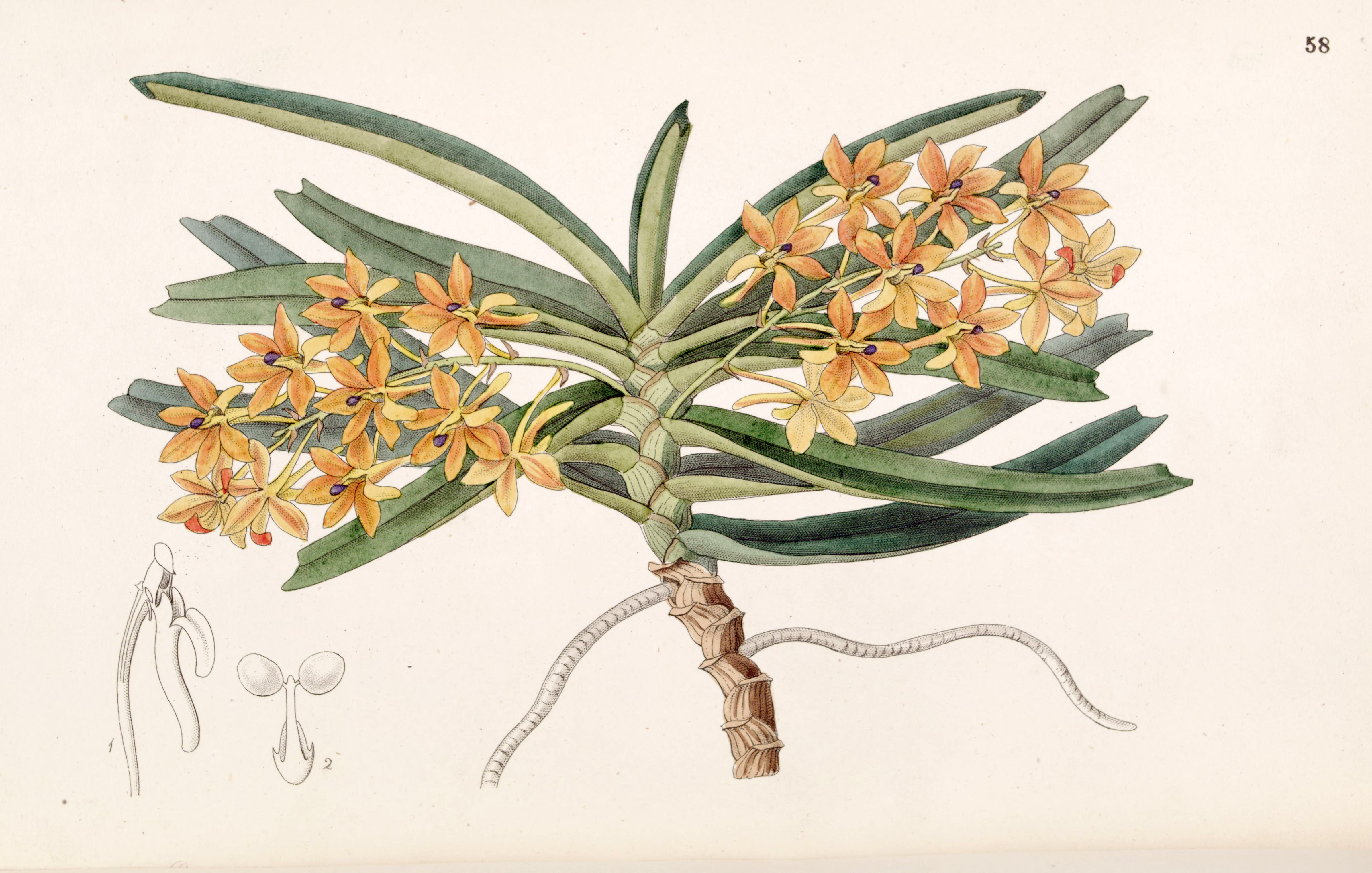